# Muzeum Polskiej Techniki Wojskowej

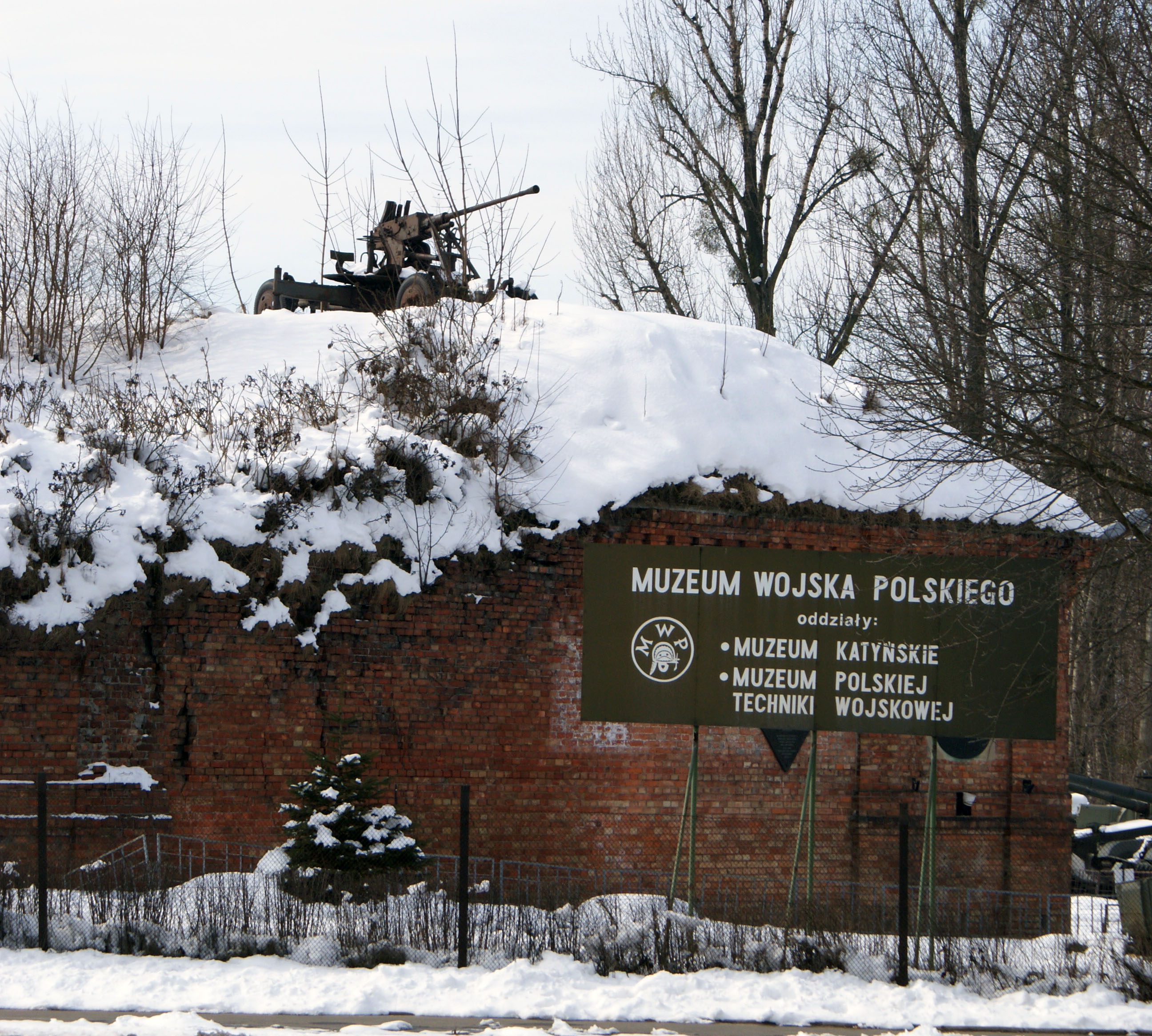
Museum der polnischen Militärtechnik

Das Muzeum Polskiej Techniki Wojskowej (deutsch: Museum der polnischen Militärtechnik) befindet sich im Czerniakowski-Fort in Sadyba im Warschauer Stadtteil Mokotów. Gemeinsam mit dem hier ebenfalls untergebrachten Katyń-Museum Warschau ist es eine Außenstelle des Museums der polnischen Armee. Seit dem 22. Januar 2009 ist das Museum wegen baulicher Mängel des Forts teilweise geschlossen, das betrifft besonders die innen gelegenen Räume. Alle im Außenbereich aufgestellten Exponate sind weiterhin zu besichtigen.
Seit 13. August 2023 befindet sich das Museum in der Warschauer Zitadelle in einem modernen Pavillon. Es stellt die Kasernenanlage der Königsgarde aus der Zeit der Ersten Republik nach.

## Museumsstruktur

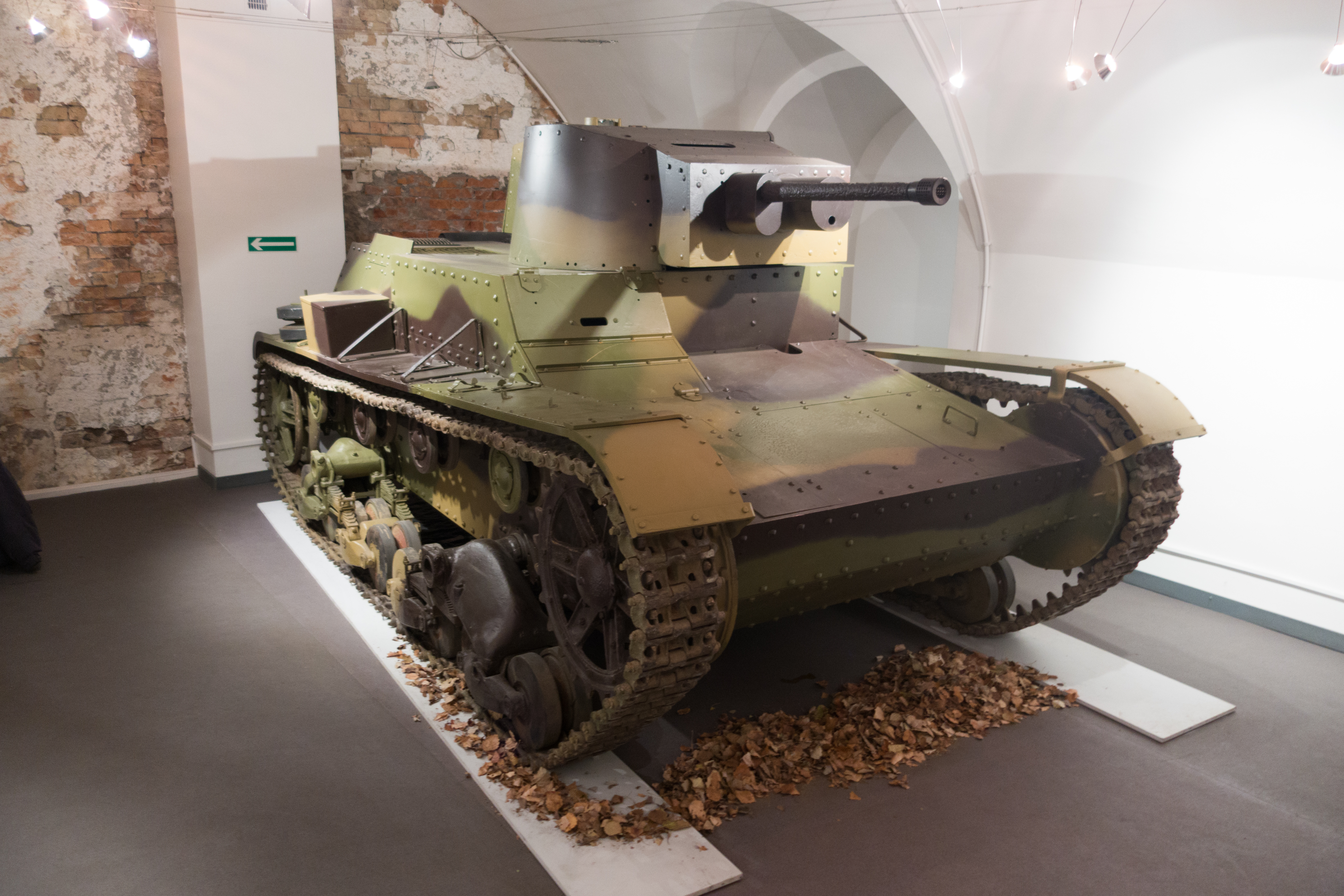
7TP

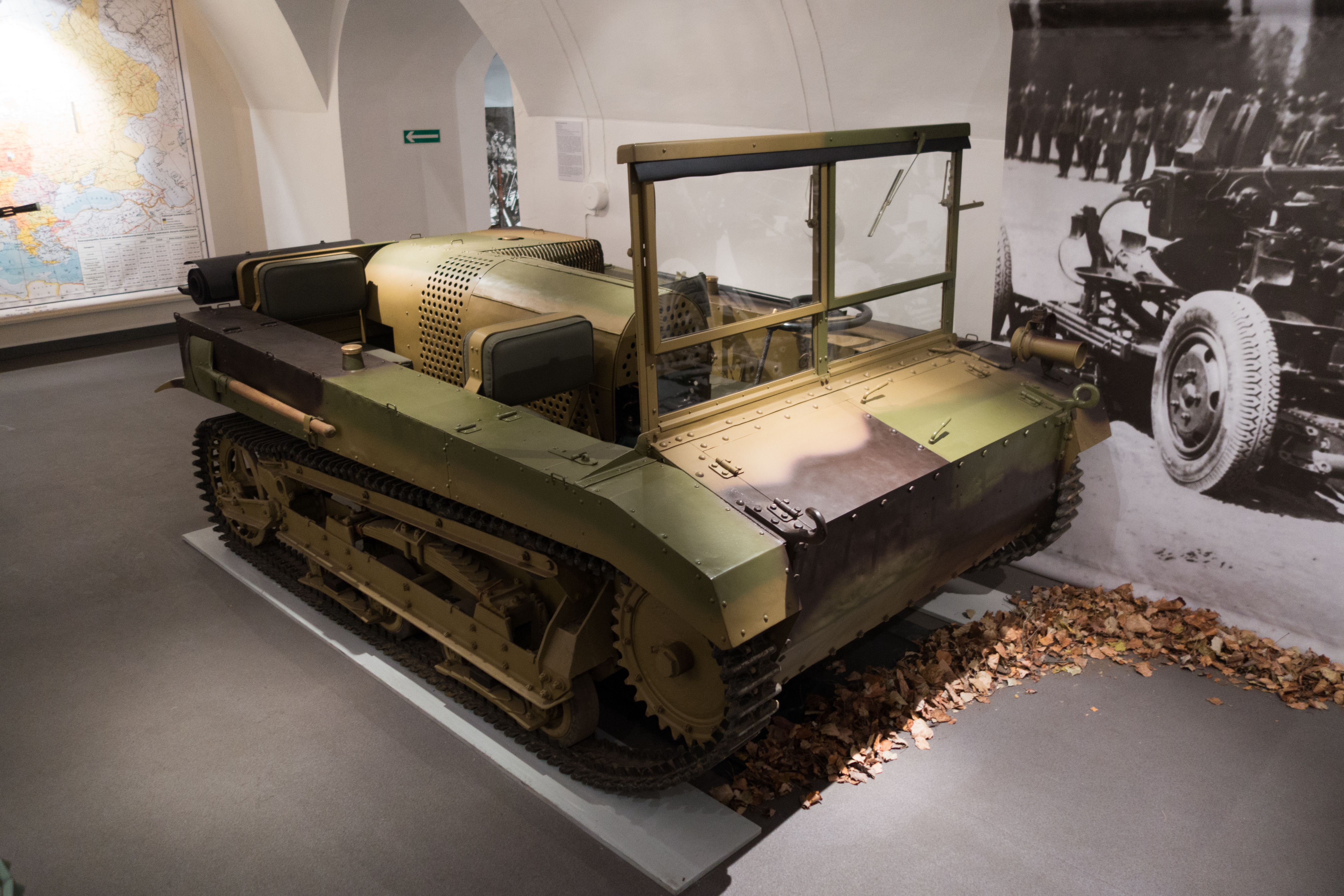
C2P

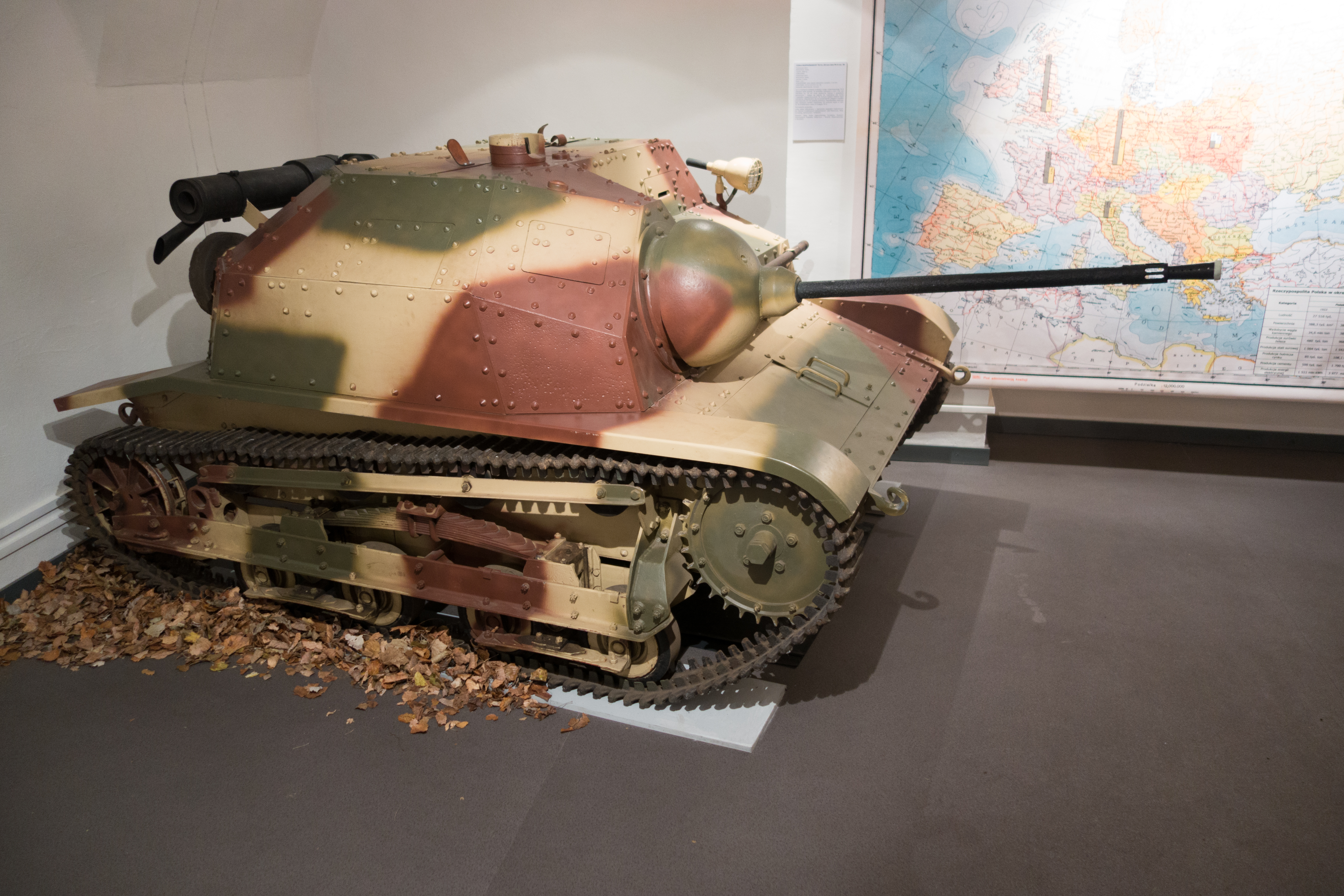
TKS-NKM

Seit Beginn der 1990er Jahre diente das ehemalige Fort als Lager für schweres Kriegsgerät des Armeemuseums. Ende der 1990er Jahre wurde die Sammlung der Öffentlichkeit zur Besichtigung freigegeben. Neben den vormals vorwiegend in der polnischen Armee eingesetzten Großgeräten im Außenbereich gibt es in den Räumen des Forts vier Dauerausstellungen:
- Die polnische Panzerwaffe 1918–1945 – rund 200 Exponate zur polnischen Panzertruppe von 1918 bis 1939, zu den Panzeraktivitäten der Polnischen Streitkräfte im Westen (PSZ) aus den Jahren 1939 bis 1945, der gepanzerten Abteilungen der Heimatarmee sowie den an der Ostfront eingesetzten Panzerkräften der Polnischen Volksarmee von 1943 bis 1945.
- Die polnischen Luftstreitkräfte 1917–2000 – etwa 300 Exponate aus der Anfangszeit der polnischen militärischen Luftfahrt (1917–1920), zur polnischen Luftwaffe während der Septemberkämpfe des deutschen Überfalls auf Polen, zu den Polnischen Streitkräften im Westen (1939–1945), zu Einsätzen der Ostfront 1943 bis 1945 sowie zu den polnischen Luftstreitkräften nach 1945 einschließlich der polnischen Teilnahme an der Raumfahrt.
- Die Geschichte der polnischen Militärseelsorge – die erste ständige Ausstellung in Polen zu der 400-jährigen Geschichte dieser Institution
- Die Geschichte des Fort IX (Czerniakowski) – vom Bau 1883 bis heute mit einem Schwerpunkt auf den Kämpfen im September 1939 sowie während des Warschauer Aufstandes 1944, von denen das Fort betroffen war.

## Außenbereich
Im Freibereich des Museums befindet sich im ehemaligen Hof sowie auf den oberen Kasematten eine umfangreiche Sammlung von Panzern und gepanzerten Fahrzeugen, Kanonen, Haubitzen und Mörsern, Raketen sowie Raketenabschussgeräten, Radar- und Fluglenkeinrichtungen. Außerdem werden verschiedene Bomben gezeigt und eine Sojus 30-Landekapsel. Schließlich sind rund 20 Flugzeuge und Hubschrauber ausgestellt.
Unter den Panzern befinden sich folgende Modelle: T-34, T-34/85, T-55U, T-55AM, T-72, IS-2, IS-3, PT-76, M4A1 Grizzly, ISU-152, SU-85, SU-76, ASU-85 und ein Leopard 1.
Die Sammlung gepanzerter Militärfahrzeuge beinhaltet folgende Fahrzeuge: Universal Carrier, model T-16, Humber Scout Car, BRDM-1, BRDM-2, BTR-40, BTR-60, BTR-152, BTR-152W, TOPAS-2AT, FUG, verschiedene OT-64 SKOT-Modelle sowie ein MT-LB.
An Flugzeugen und Hubschraubern werden unter anderem folgende Modelle präsentiert: MiG-15, Lim-2 (MiG-15bis), Lim-5 (MiG-17F), Lim-6bis, SBLim-2A, MiG-23MF, MiG-21MS, MiG-21PS, MiG-21US, MiG-21SPS, MiG-21UM, Su-20, Su-7BM, Su-7BKL, Su-7U, IL-28, Mi-24D, PZL Mi-2R, Mi-2T, Mi-2URN, An-2, Jak-23 und Fragmente der Flugzeuge B-17 und B-24.
Unter den 30 Artilleriewaffen finden sich eine ZSU-23-4, eine ZSU-57-2, ein M107 SPG sowie ein BM-14.

### Beispiele schweren Kriegsgerätes verschiedener Waffengattungen

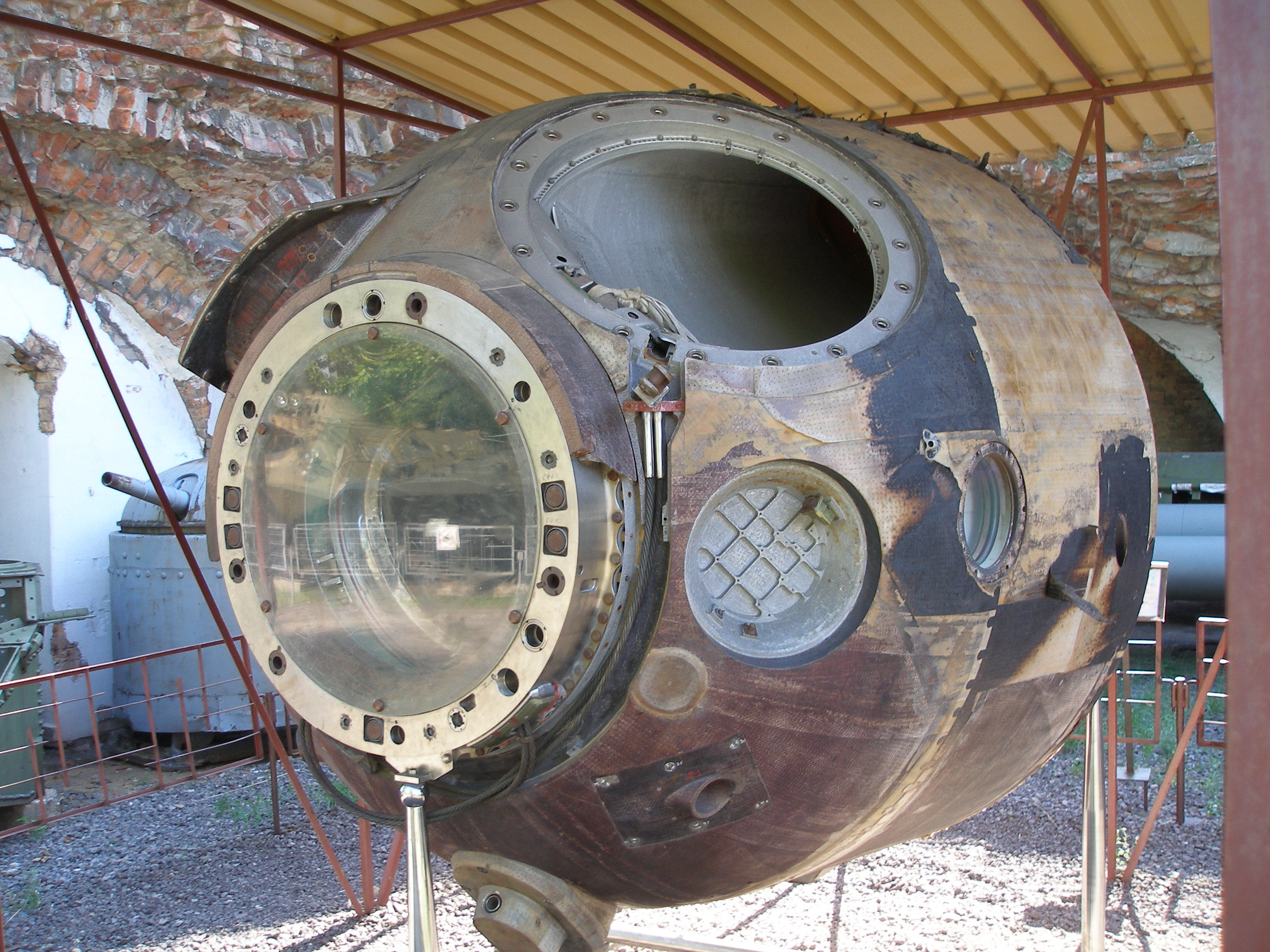
Sojus 30 - Landekapsel

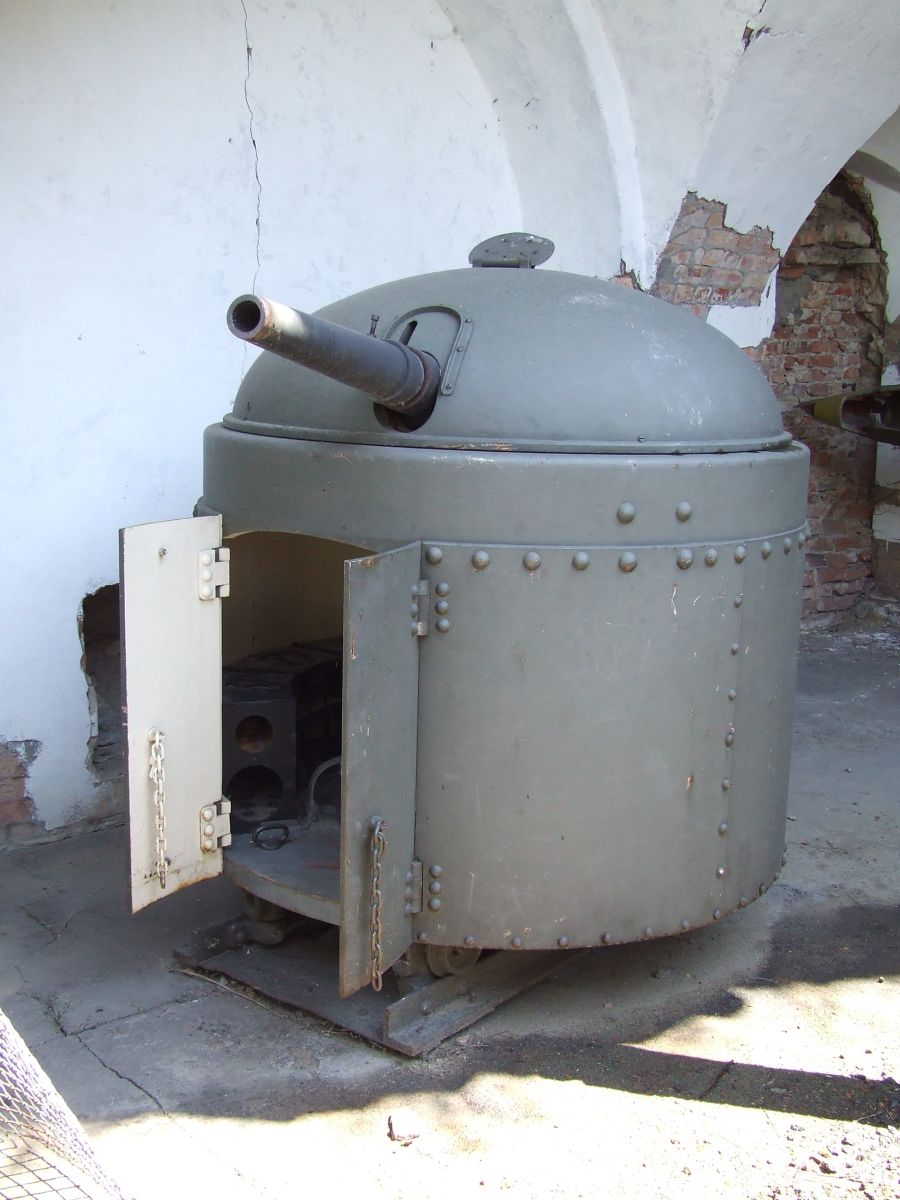
Fahrpanzer
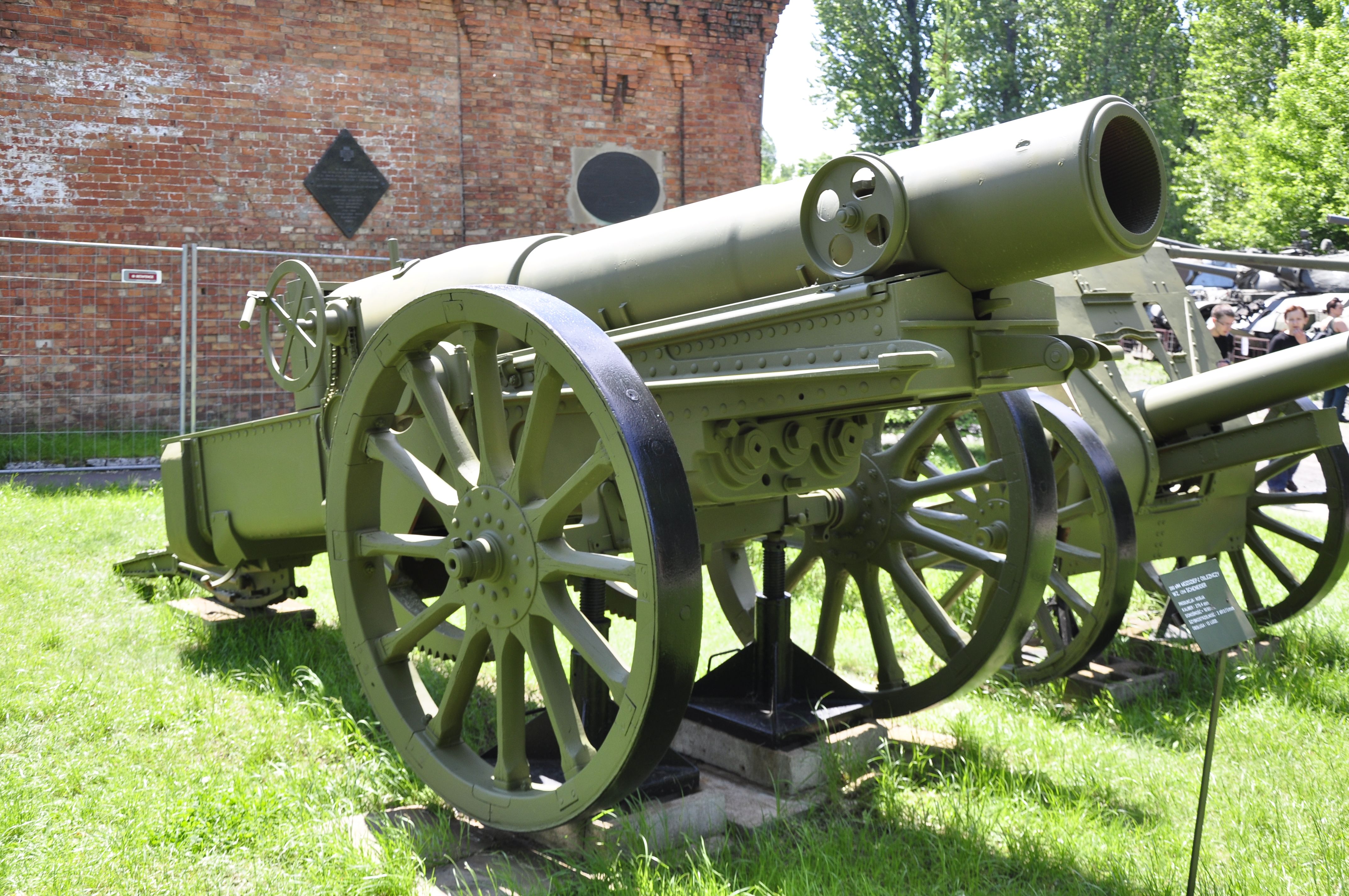
Schneider-Mörser auf Radachse
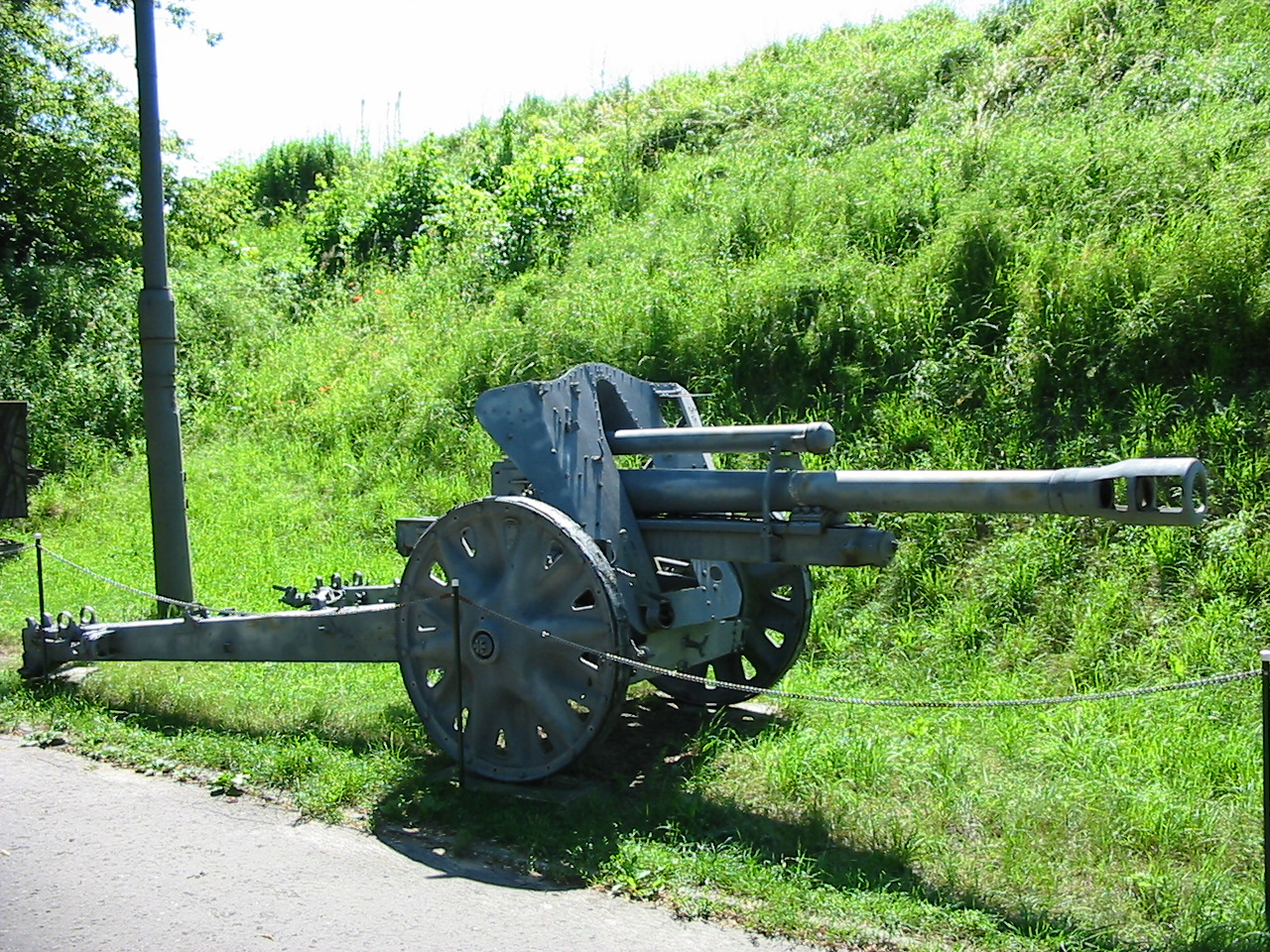
10,5-cm-leichte Feldhaubitze 18
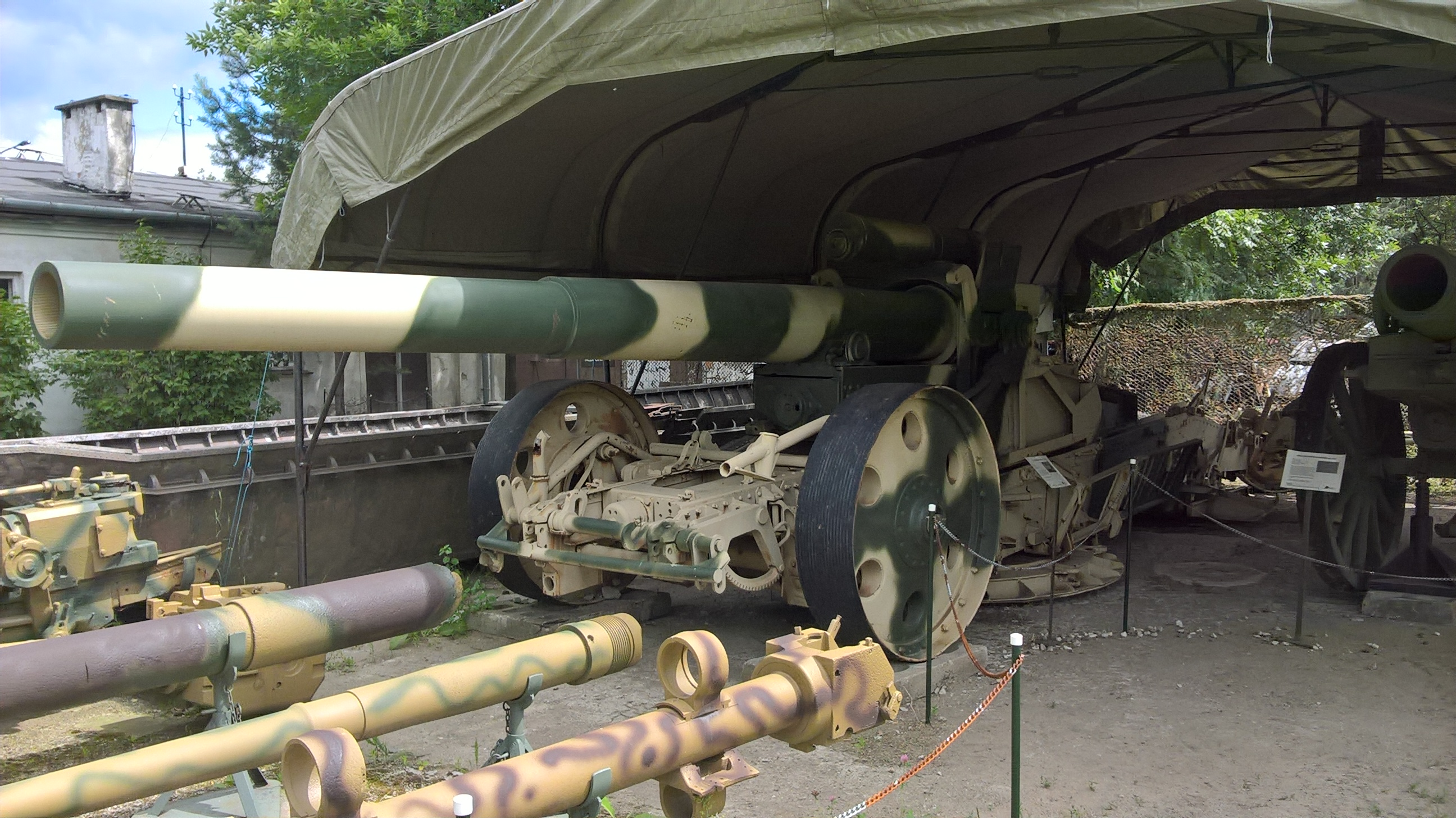
21-cm-Mörser 18
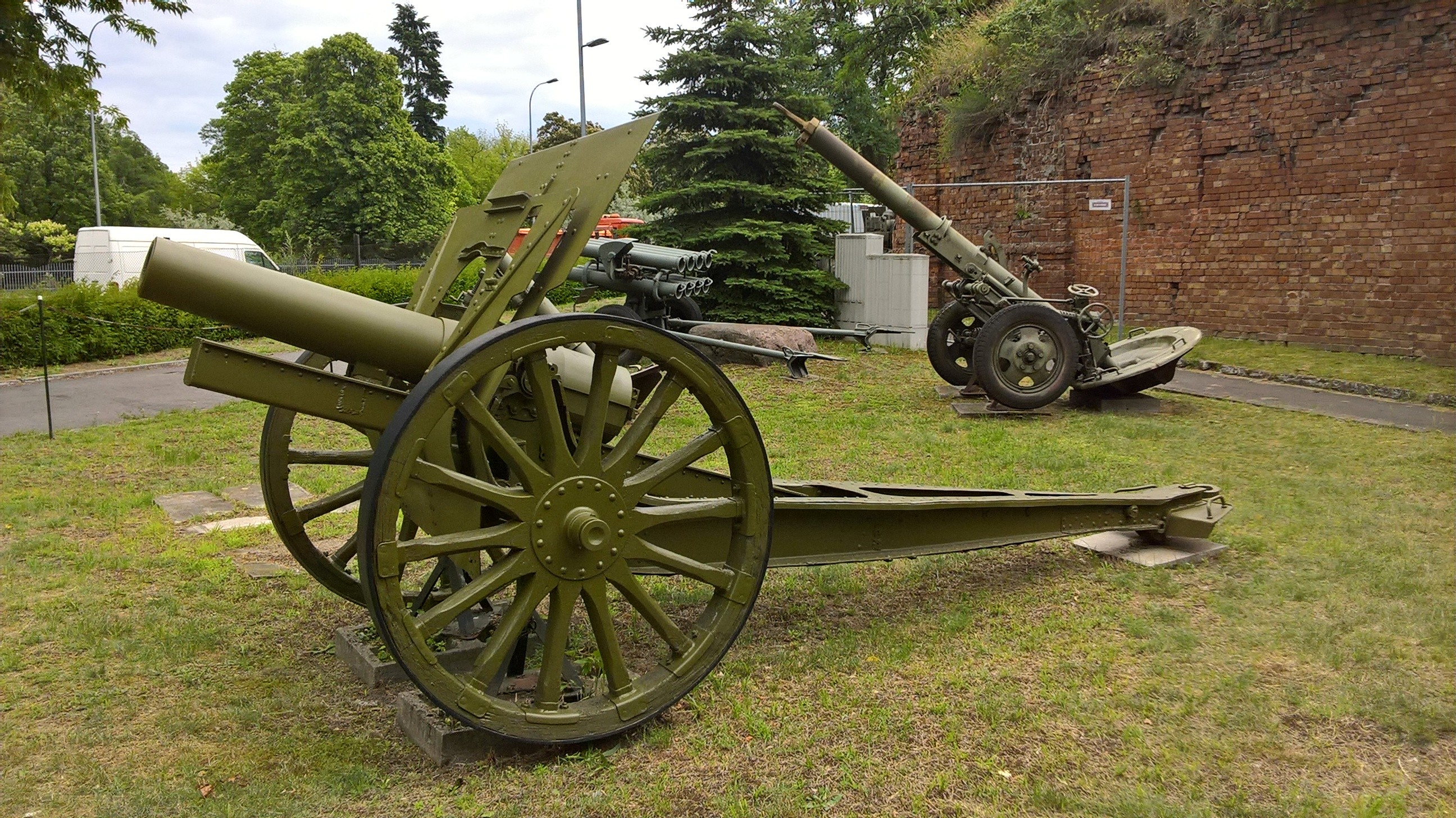
122-mm-Haubitze M1910/30
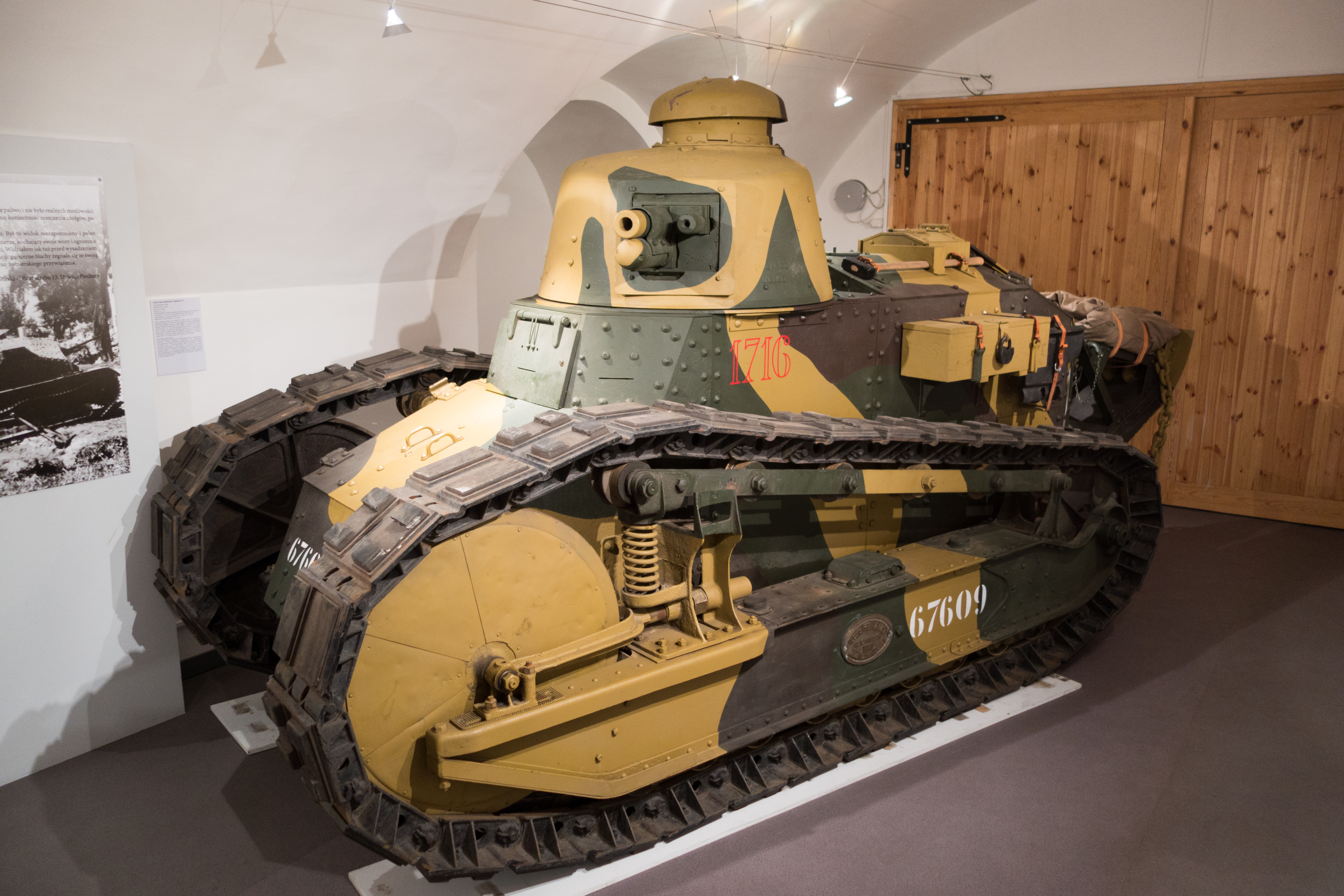
Renault FT
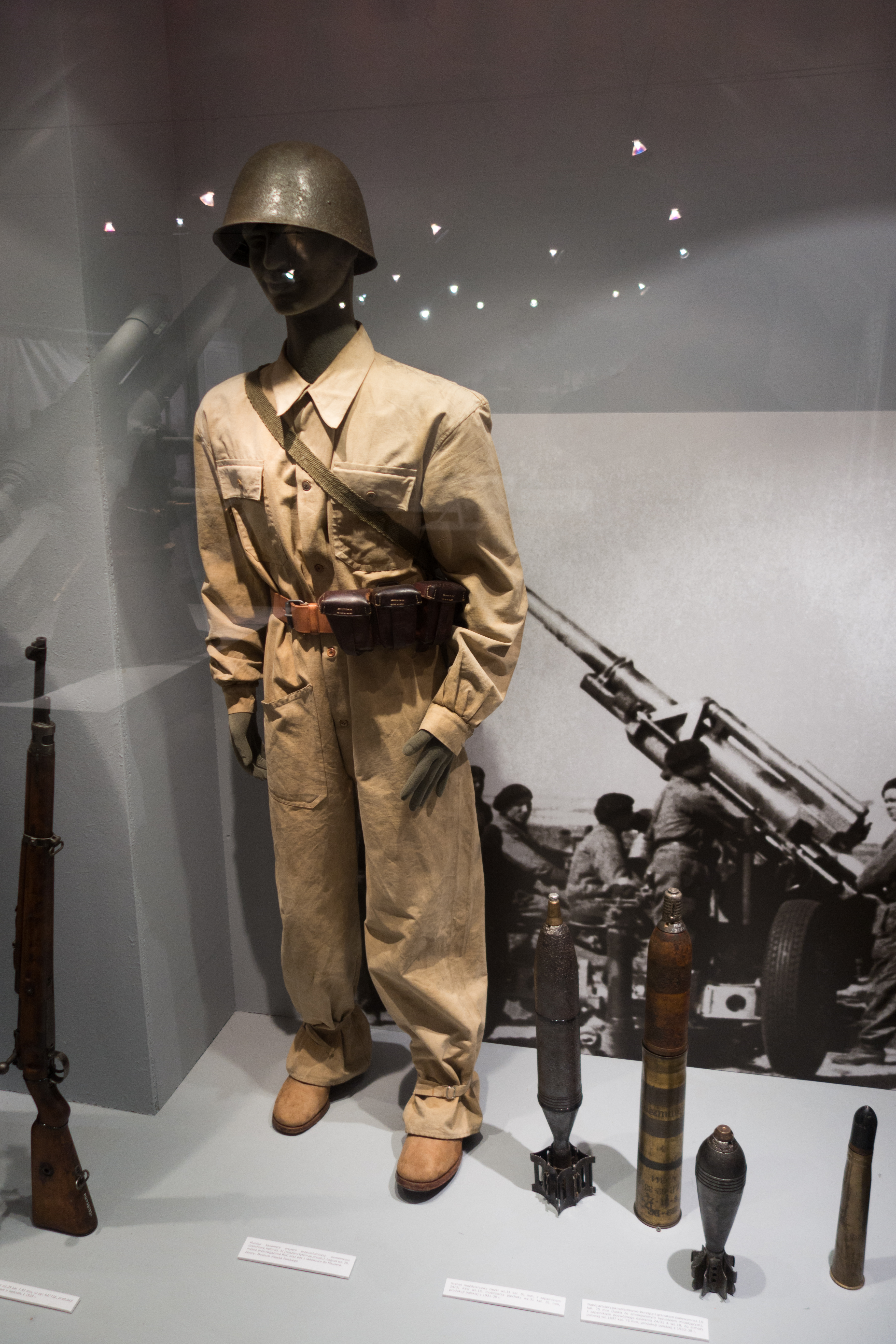
Uniform des polnischen Schützen
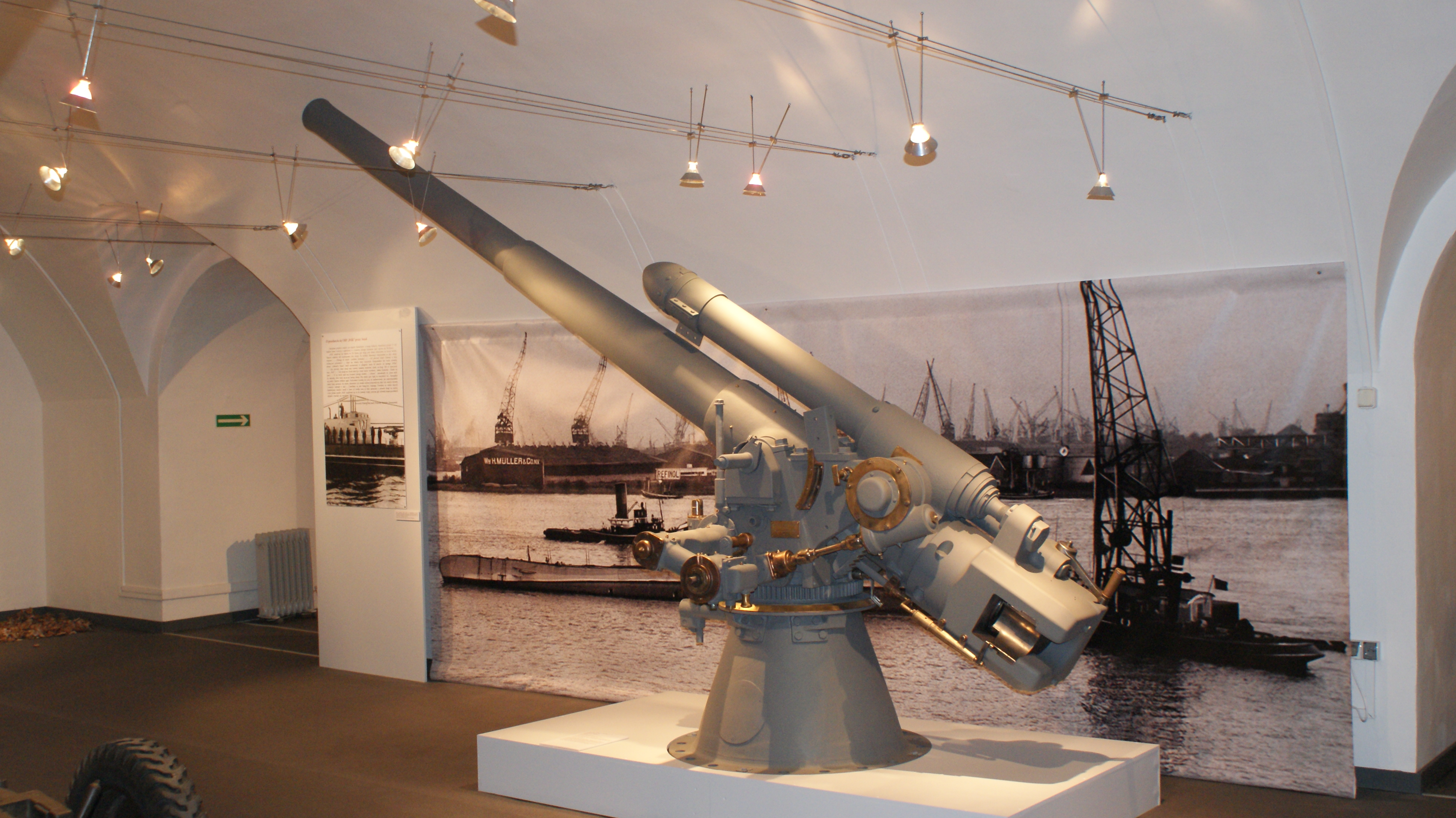
Bofors 105-mm
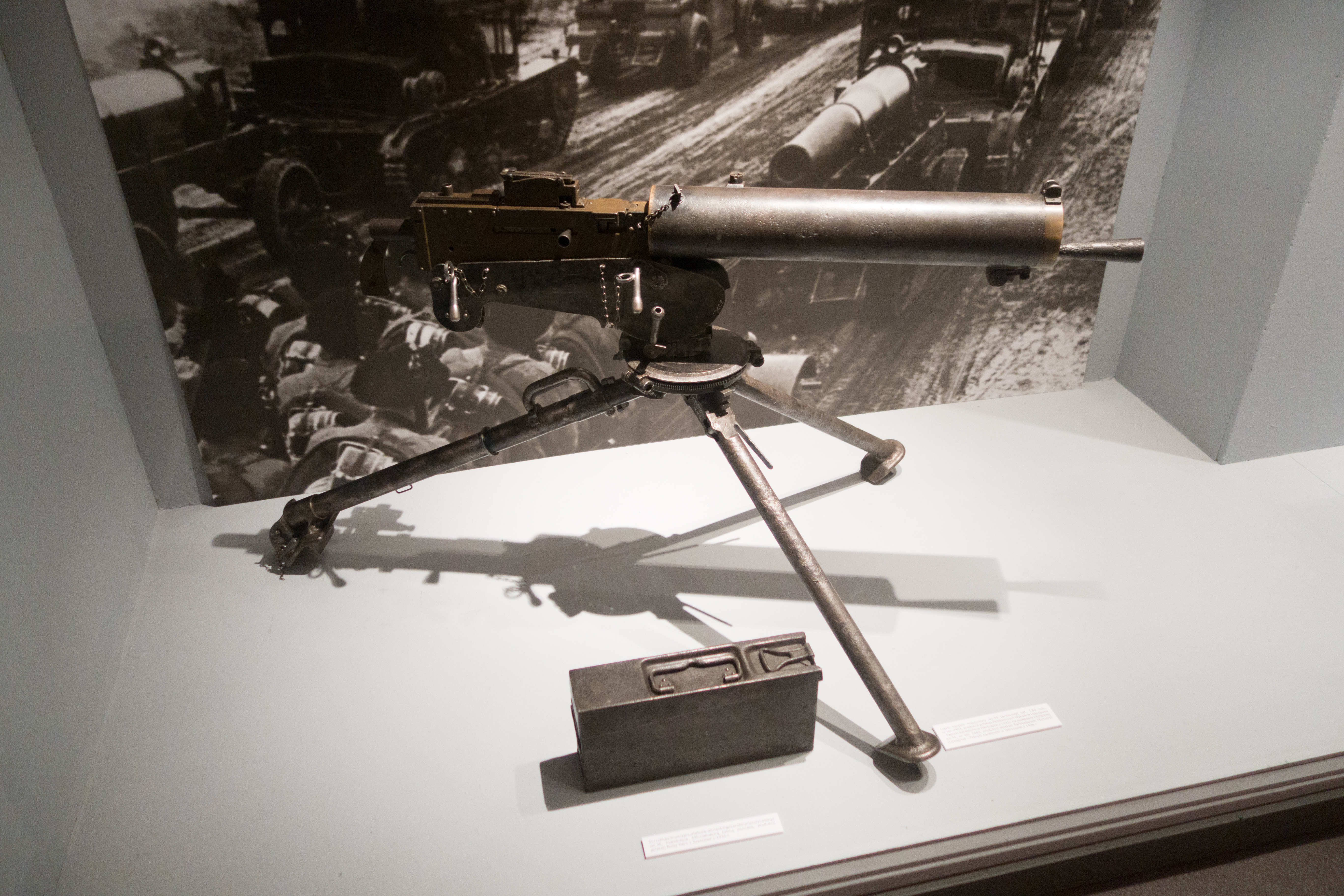
Maschinengewehr aus polnischer Produktion wz. 30
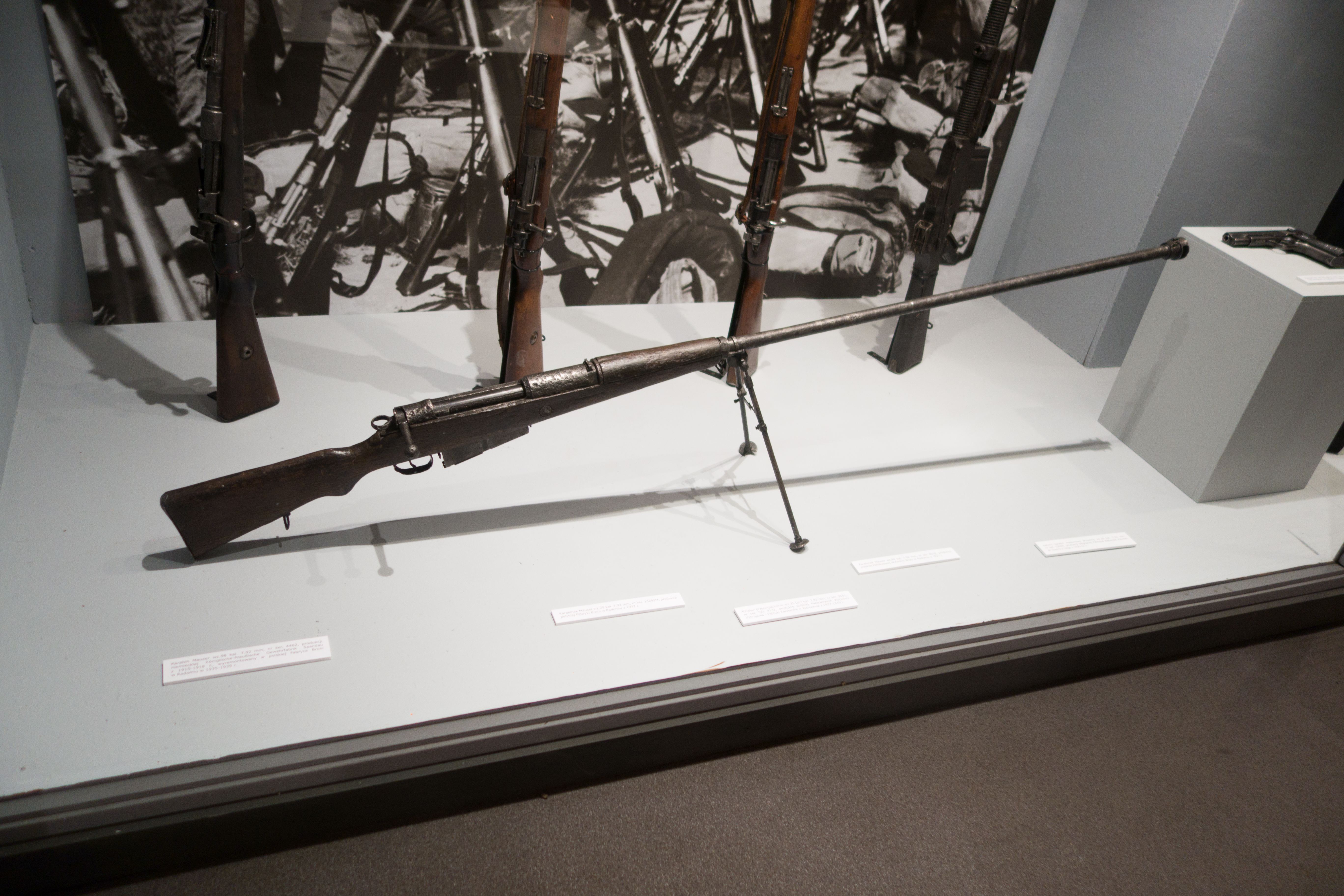
Panzerbüchse Modell 1935
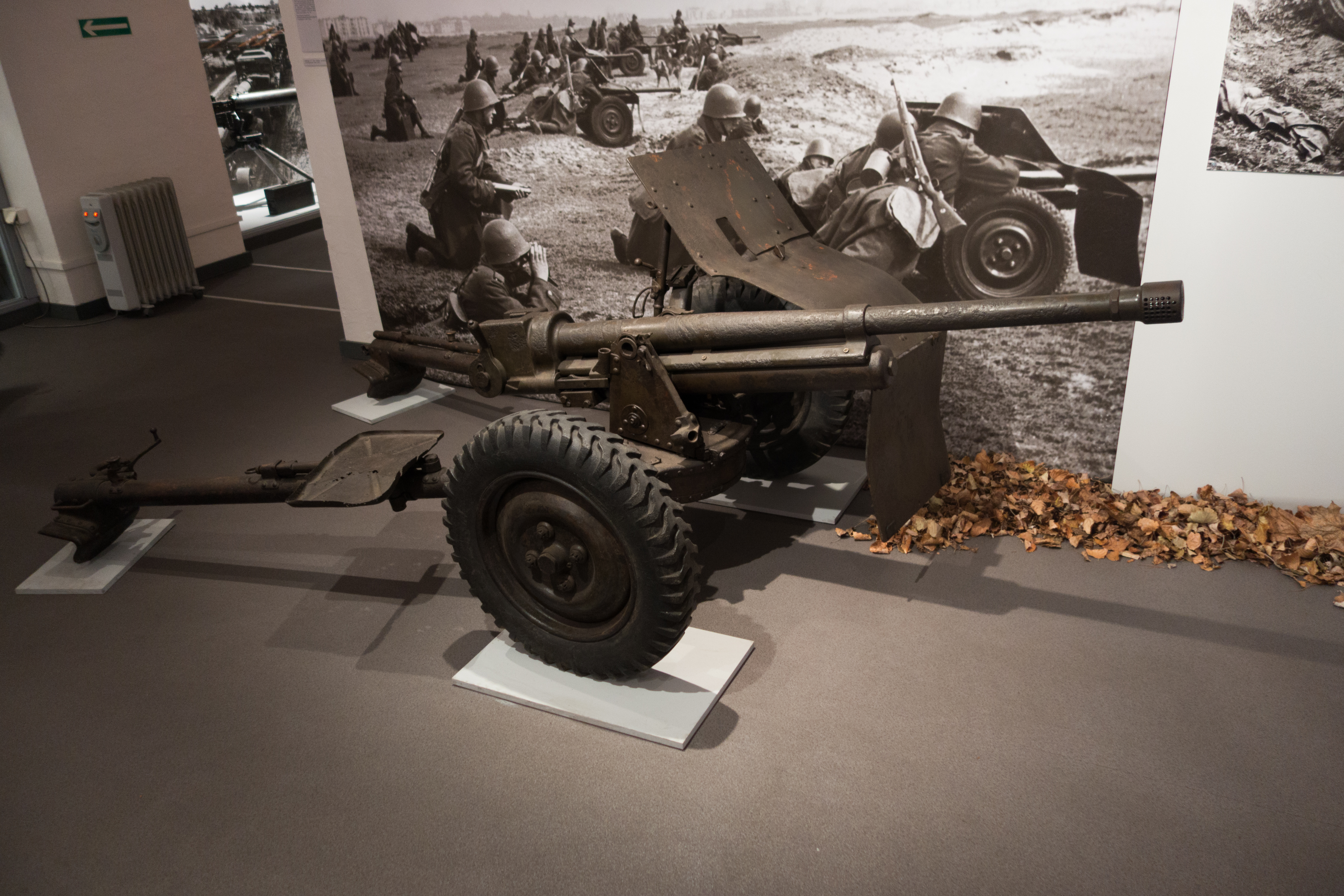
Bofors 37-mm-PaK
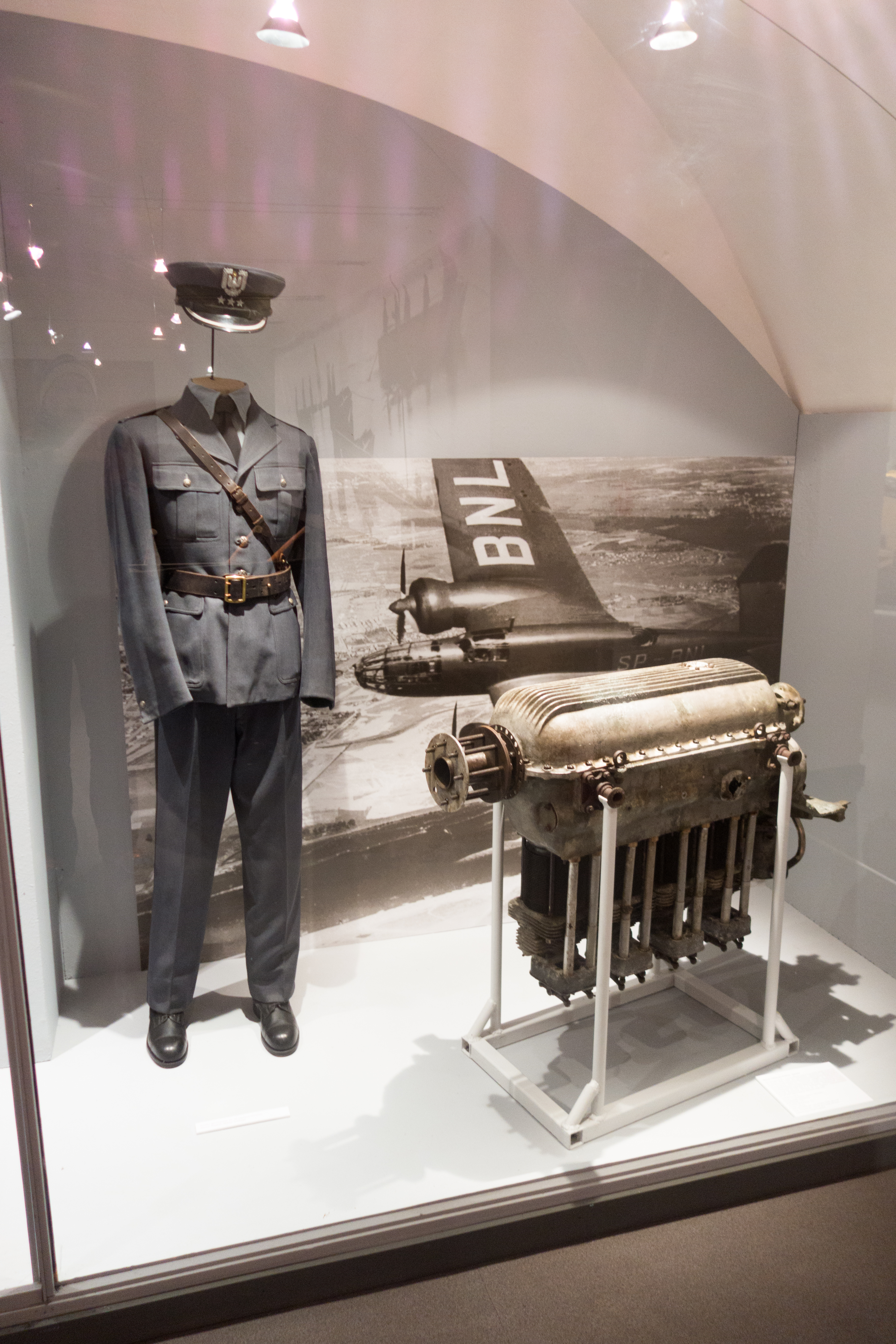
Polnischer Flugzeugmotor PZInż. Junior
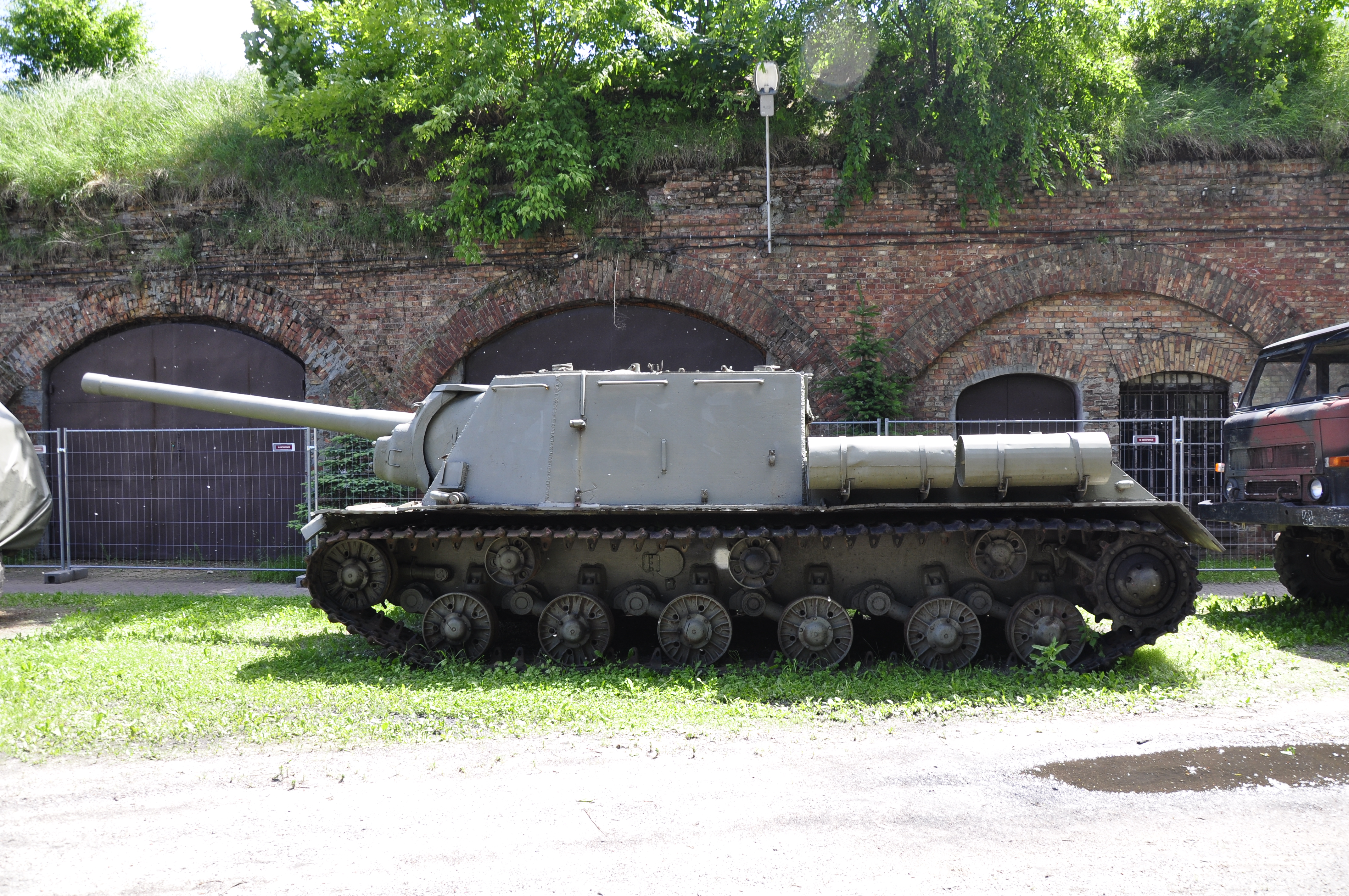
Schwerer Jagdpanzer ISU-152
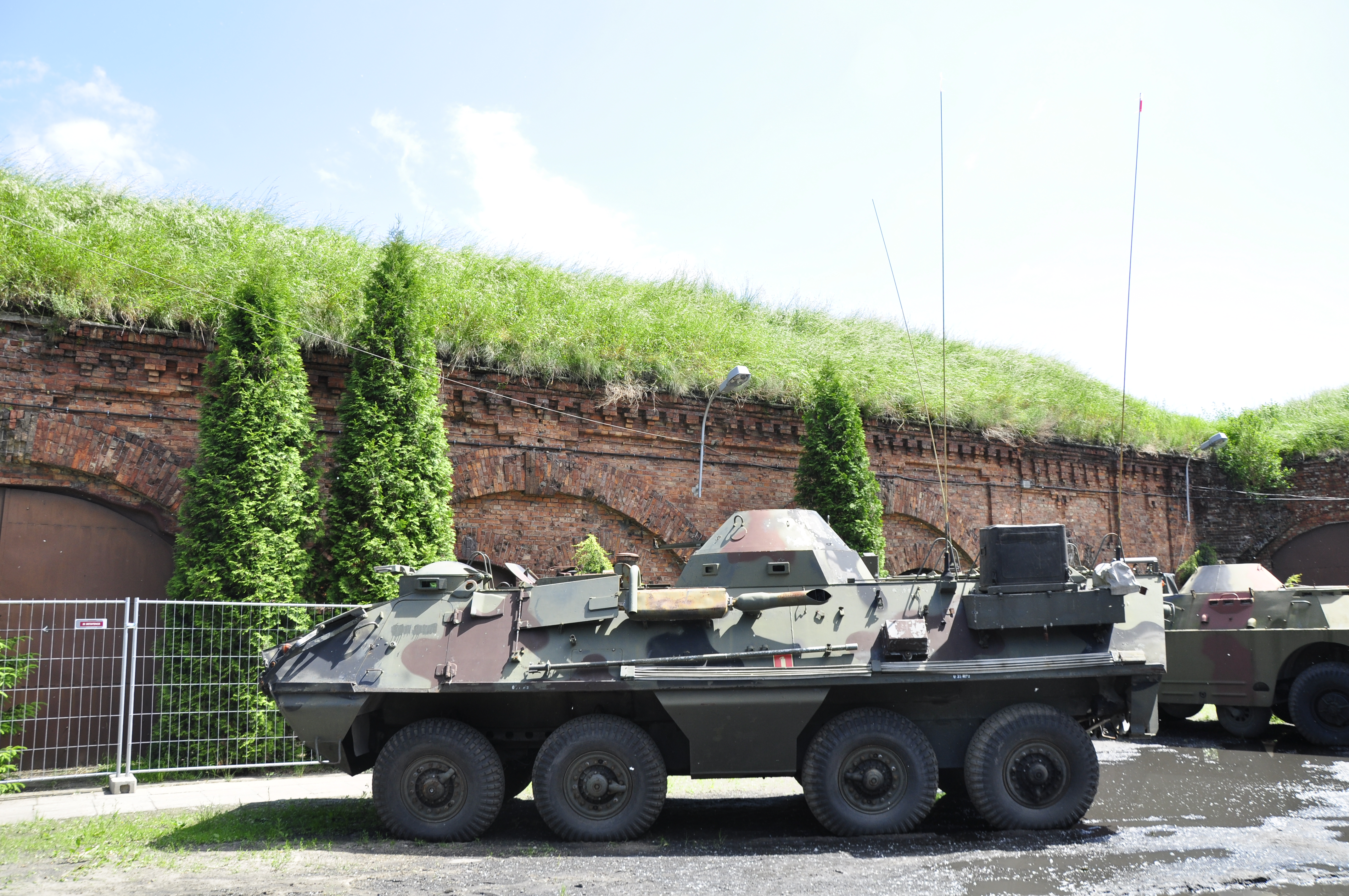
Truppentransporter SKOT-2A
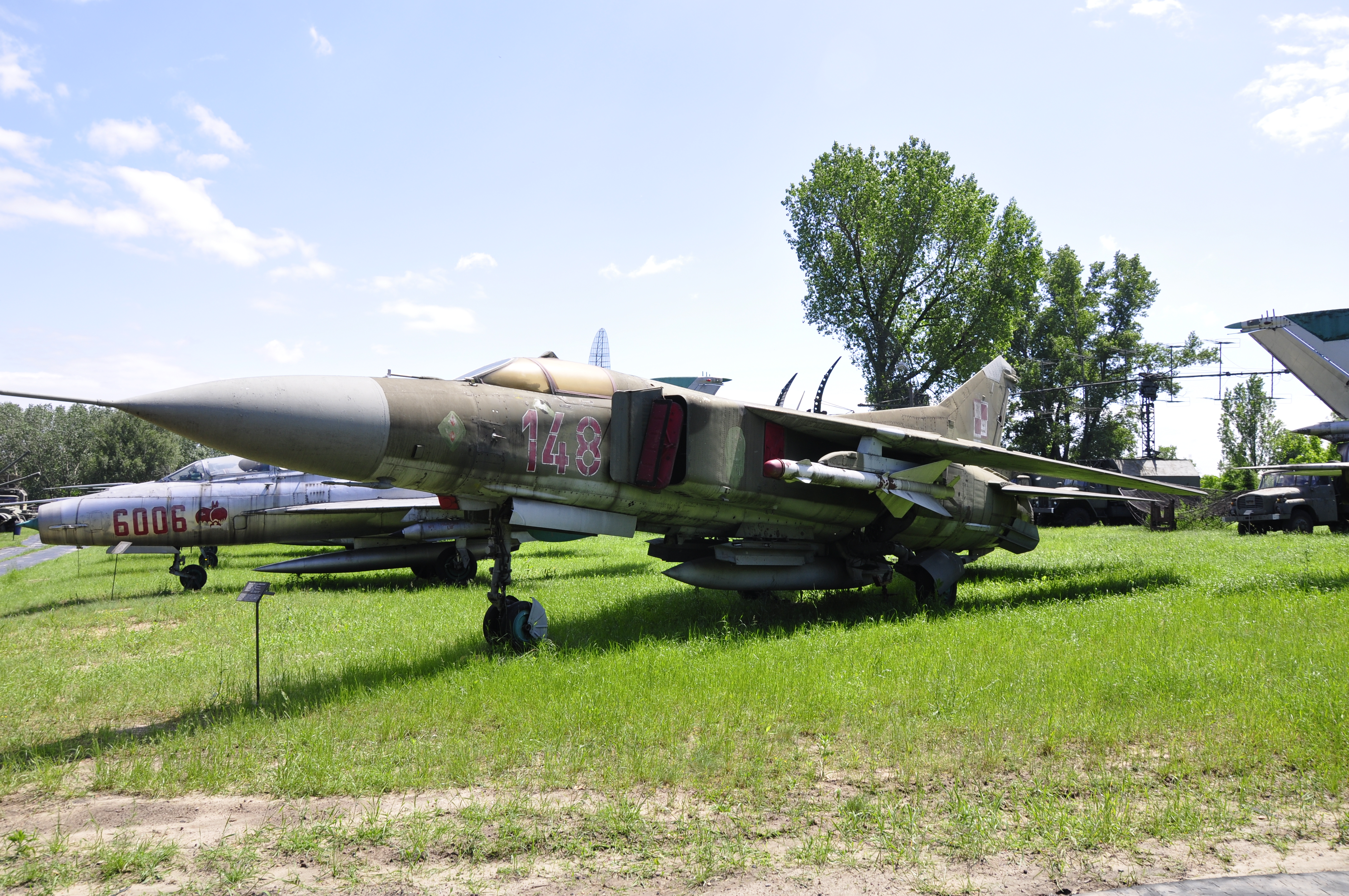
Jagdflugzeug MiG-23MF
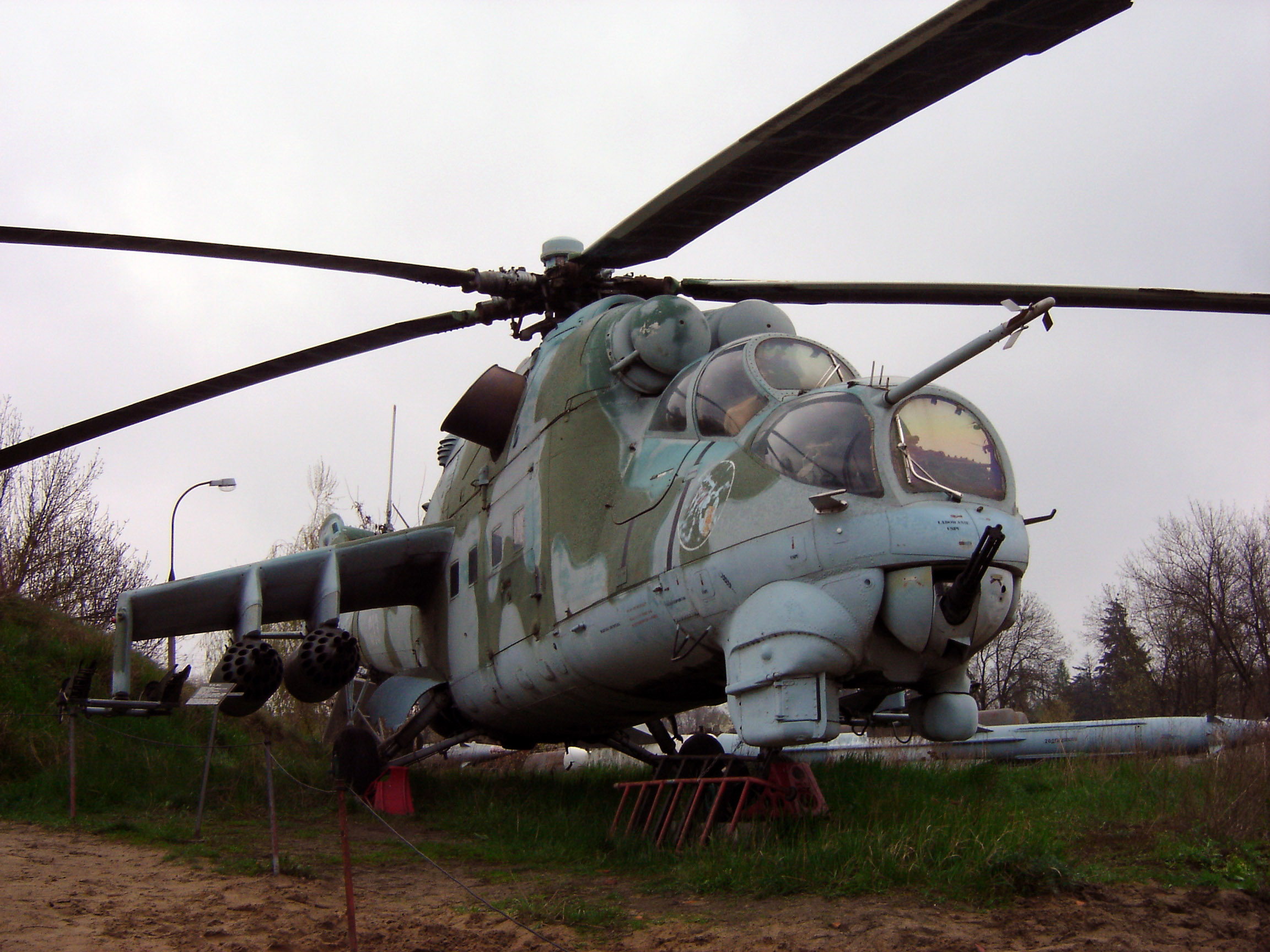
Kampfhubschrauber Mil Mi-24
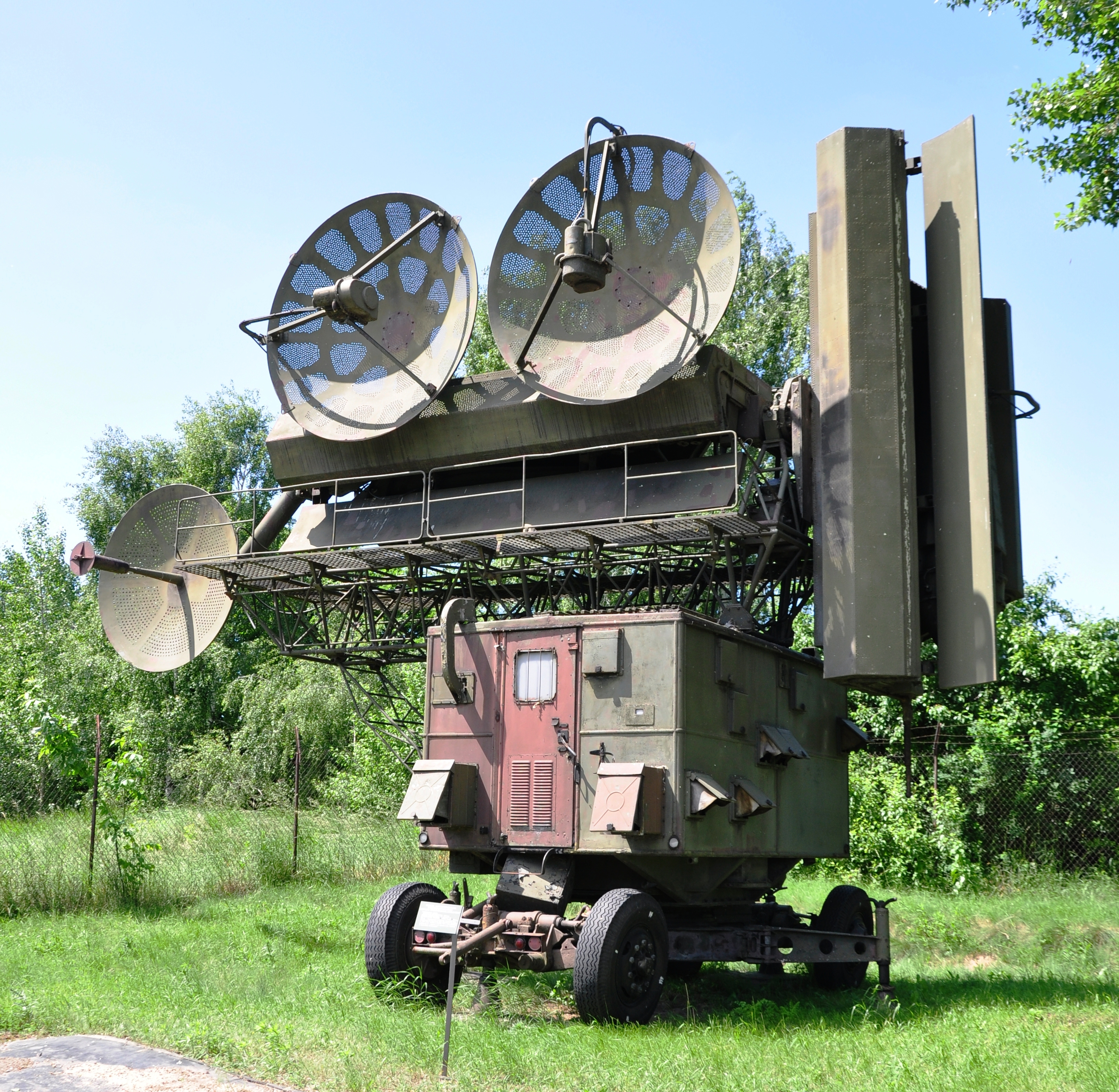
FlaRak-Leitsystem SNR-75
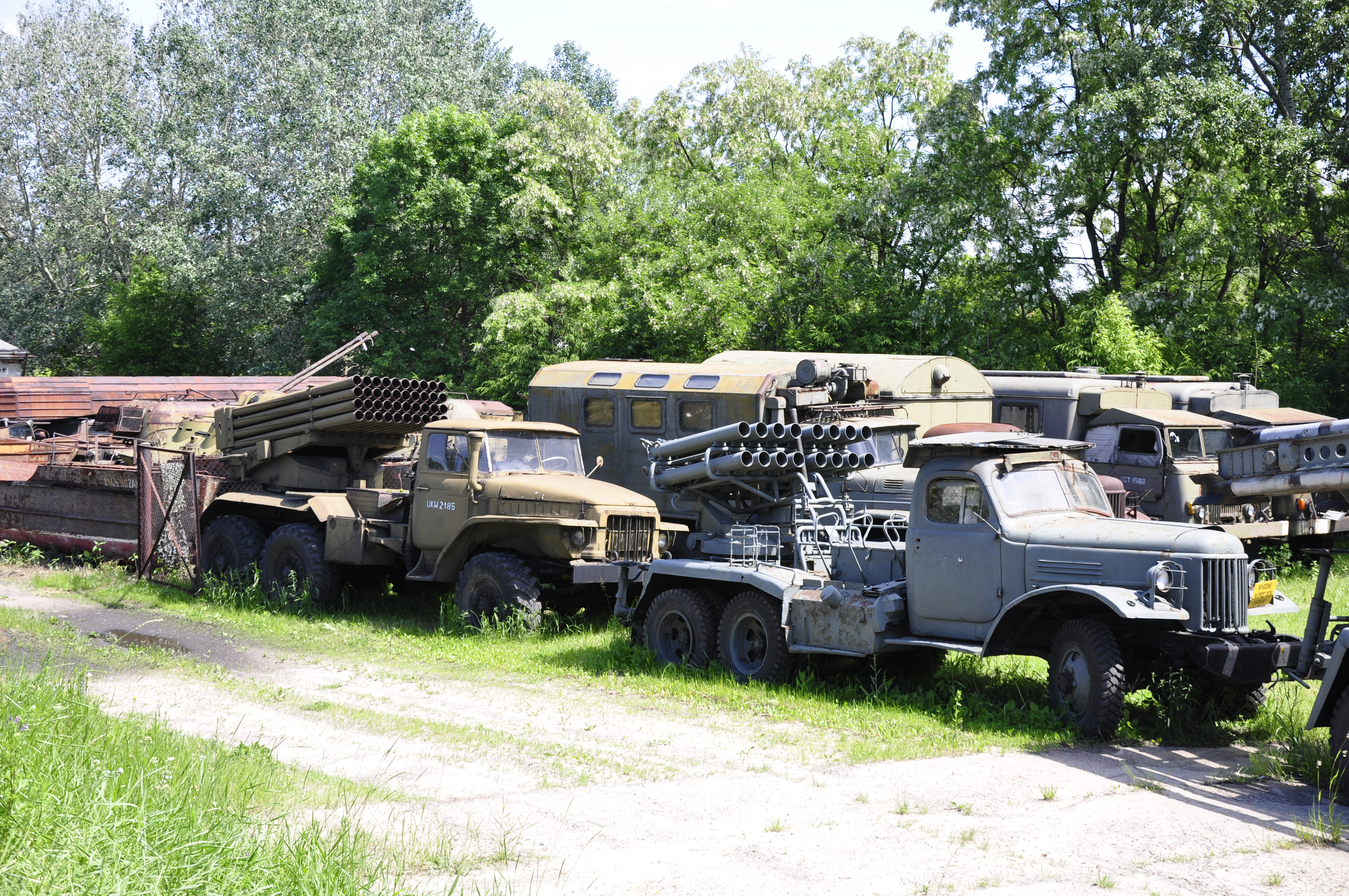
Raketenwerfersystem BM-21 und ein ZIL-157